# Wilczewo (województwo podlaskie)
Wilczewo – wieś w Polsce położona w województwie podlaskim, w powiecie kolneńskim, w gminie Stawiski.
Wierni kościoła rzymskokatolickiego należą do parafii św. Wojciecha Biskupa i Męczennika w Porytem.

## Historia
W latach 1921–1939 wieś leżała w województwie białostockim, w powiecie kolneńskim (od 1932 w powiecie łomżyńskim), w gminie Stawiski.
Według Powszechnego Spisu Ludności z 1921 roku wieś zamieszkiwało 174 osoby w 26 budynkach mieszkalnych. Miejscowość należała do parafii rzymskokatolickiej w m. Poryte. Podlegała pod Sąd Grodzki w Stawiskach i Okręgowy w Łomży; właściwy urząd pocztowy mieścił się w m. Stawiski.
W latach 1975–1998 miejscowość należała administracyjnie do województwa łomżyńskiego.